# Adalberto da Prússia (1811–1873)
Henrique Guilherme Adalberto da Prússia (Berlim, 29 de outubro de 1811 – Karlsbad, 6 de junho de 1873) foi um teórico naval, almirante e príncipe alemão. Foi fundamental durante as Revoluções de 1848 na fundação da primeira frota alemã unificada, a Reichsflotte. Durante a década de 1850, ajudou a estabelecer a Marinha Prussiana.

## Início de vida
Filho da princesa Maria Ana de Hesse-Homburgo e do príncipe Guilherme da Prússia, era neto paterno do rei Frederico Guilherme II da Prússia e, portanto, príncipe do Reino da Prússia.
Quando jovem, Adalberto entrou para o exército prussiano e em 1839, tornou-se comandante da brigada de artilharia da Guarda, posição que ocupou até 1842. Várias viagens o levaram entre 1826 e 1842 para os Países Baixos, Grã-Bretanha, Rússia, Império Otomano, Reino da Grécia e Brasil. Ele reconheceu durante suas muitas viagens marítimas a importância que o domínio do mar tinha para uma nação comercial e industrial moderna. Ele estudou cuidadosamente a teoria da guerra naval e em 1836 escreveu um plano para a construção de uma frota prussiana, que seria centrada em três vapores de rodas de 1.000 toneladas (980 toneladas longas; 1.100 toneladas curtas). No entanto, o alto custo dos navios significava que não havia chance do plano ser levado adiante.

## Viagem ao Brasil
Depois de viajar com o pai e o irmão pela Europa, conhecendo a Inglaterra, a Rússia, a Grécia, a Turquia e a Itália, o príncipe Adalberto vem para o Brasil em 1842, aos 31 anos, a bordo da fragata São Miguel, cedida a ele pelo rei da Sardenha. Chegou ao Rio de Janeiro em 5 de setembro de 1842 trazendo cartas de seu pai, o príncipe Guilherme, que o ajudam a ser recebido pela corte brasileira. Visitou o imperador D. Pedro II, então com 17 anos, e conheceu a colônia alemã de Nova Friburgo. Permaneceu nos arredores do Rio de Janeiro por cerca de dois meses e decidiu seguir para a Amazônia, atrás de áreas pouco visitadas por seus antecessores. O cruzador inglês Growler o levou por mar até Belém, no Pará, de onde seguiu em uma pequena embarcação a remo, subindo o rio Amazonas até Sousel no Xingu.

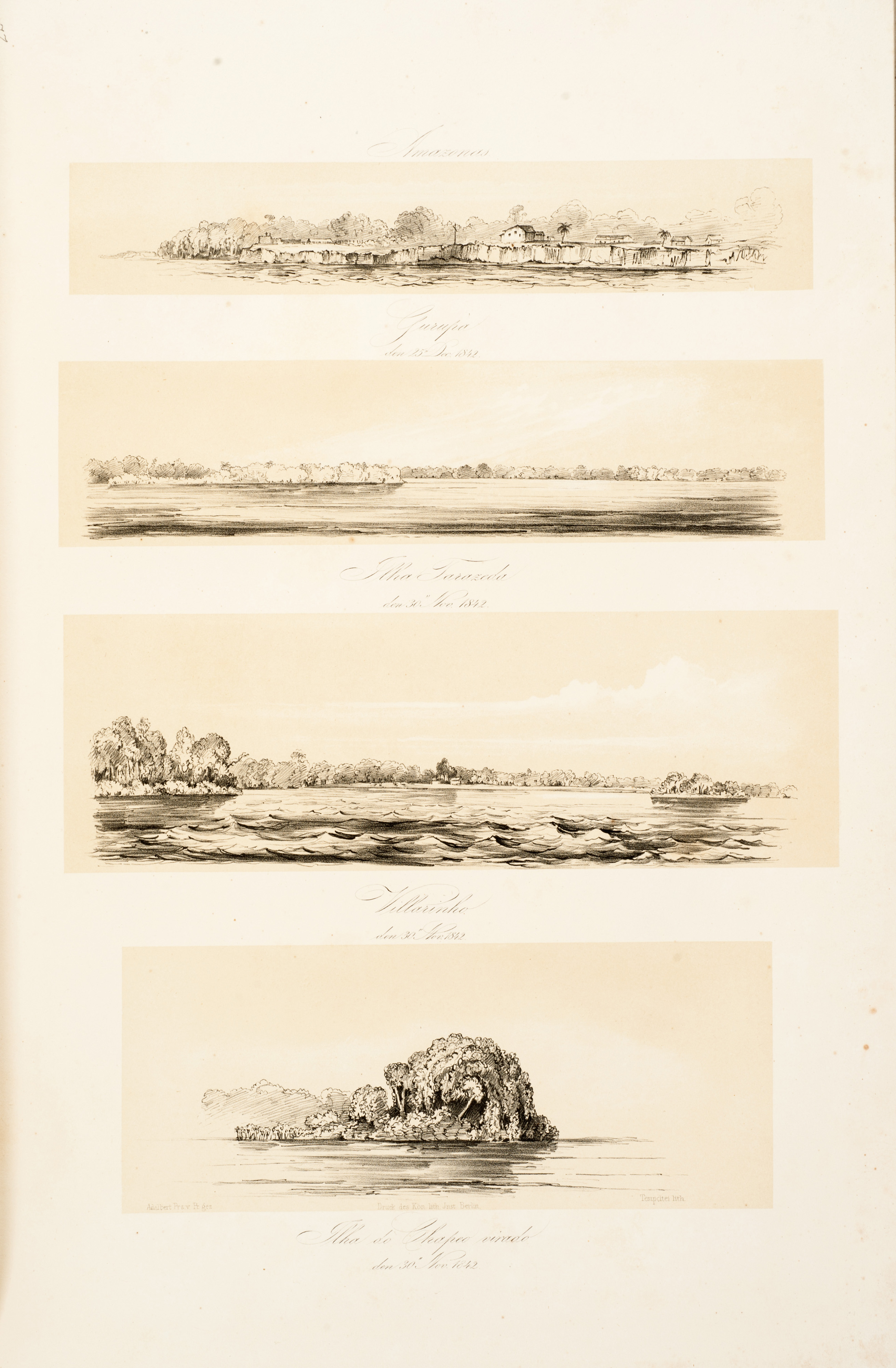
Amazonas. Gurupa den 25" Dec. 1842 / Ilha Tarazeda den 30" Nov. 1842 / Villarinho den 30" Nov. 1842 / Ilha do Chapeo virado den 30" Nov. 1842

Dia a dia, o príncipe descreve as paisagens que vê enquanto navega, como as da gravura acima. "Perto da Ilha Tarazeda fica a aldeia de Carrezedo, na margem direita do rio, que continua mais ou menos com a mesma largura de dois quilômetros, mas não a pudemos distinguir. Não muito tempo depois, cerca de 8 horas da manhã, passamos velejando por Vilarinho; duas casas sob uma grande árvore com duas ilhas defronte assinalavam o lugar. Depois passamos pela Ilha do Chapéu Virado, um grupo de árvores quase asfixiado pelas lianas, isolado no meio do rio e cercado de Caladium arborecens de altos troncos e grandes folhas".
No dia 30 de novembro, o Brasileiro, como foi nomeado o igaraté (embarcação) que levava o príncipe e seus companheiros de viagem, alcançou o rio Xingu. "Já por muito tempo antes o Xingu se tinha anunciado pela sua clara água verde cor de garrafa a que pouco a pouco a turva amarelada do Amazonas tinha tido de ceder o lugar. Uma meia hora depois, ancorávamos em Porto de Moz", escreveu.
Chegando a Sousel, também no Pará, o príncipe procurou o vigário local que lhe fora recomendado em Belém para ajudá-lo a encontrar as tribos indígenas da região. O padre Torquato Antônio de Sousa passou a ditar o percurso da viagem e a acompanhá-los. "Resolveu-se então, por proposta do padre Torquato, subir o Xingu e o Tucuruí no igaraté até a Boca da Estrada e seguir daí a pé pela vereda para o Anauraí, para o que se calculava ser necessário quatro dias. Em Porto Grande embarcaríamos em canoas descendo o Anauraí e subindo o Xingu até a última maloca dos jurunas", escreveu em seu diário.
O príncipe percorreu a região do Xingu em canoas e teve contato com alguns indígenas jurunas. Ao todo, sua estadia na Amazônia durou cerca de seis semanas. Voltou para Belém a bordo do Brasileiro e lá embarcou novamente no Growler para a Bahia e de lá, na mesma fragata que o trouxe ao Brasil, a São Miguel, voltou para a Europa.

## Carreira naval

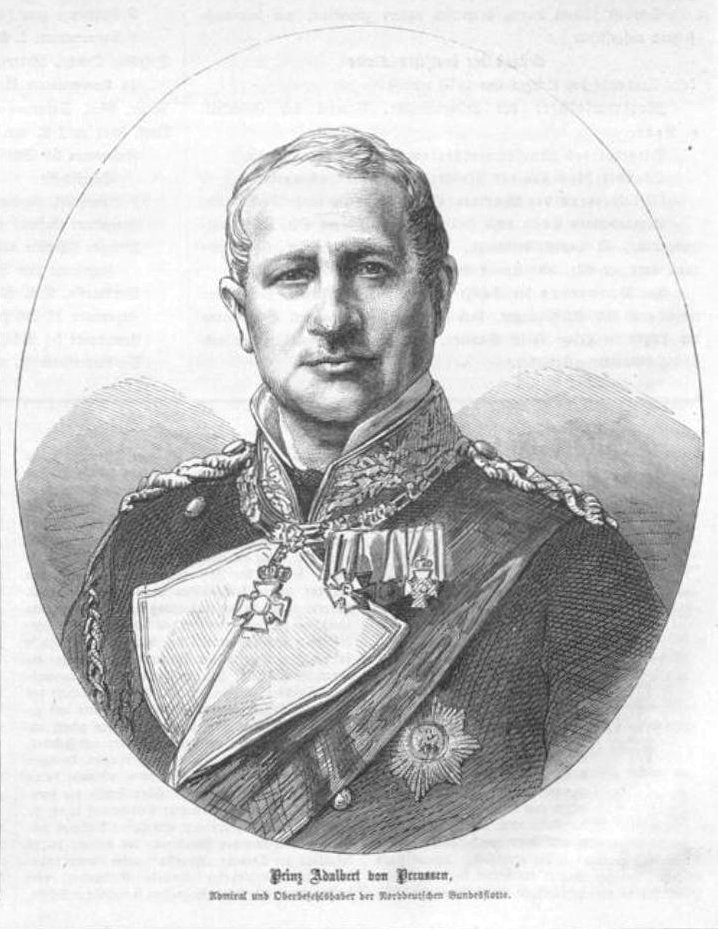
Adalberto da Prússia em 1870

Em 1843, ao retornar do cruzeiro ao Brasil, Adalberto foi nomeado Inspetor-Geral de Artilharia. Ele recrutou o então Major Albrecht von Stosch como seu ajudante em 1847; Stosch se tornaria o primeiro chefe do Almirantado Imperial Alemão em 1871.
Durante as Revoluções de 1848, e contemporaneamente durante a Primeira Guerra do Eslésvico contra a Dinamarca, o Parlamento de Frankfurt embarcou em um projeto para estabelecer uma frota alemã unificada para combater o bloqueio dinamarquês dos estados do norte da Alemanha. A assembleia nomeou o príncipe Adalberto para liderar a Technische-Marine-Commission (Comissão Técnica Naval), juntamente com Karl Rudolf Brommy, Jan Schröder, entre outros; ele também foi encarregado da própria iniciativa da Prússia de construir uma frota.
Durante a Segunda Guerra do Eslésvico de 1864 (também conhecida como a "Guerra Dano-Prussiana"), ele comandou a Marinha Prussiana, embora o comando operacional de sua unidade principal, o Esquadrão Báltico, tenha caído para Eduard von Jachmann. Ele passou um tempo a bordo do aviso SMS Grille e, em 14 de abril, conduziu uma varredura na Baía da Pomerânia que resultou em um encontro com o navio dinamarquês da linha Skjold e a fragata a vapor Sjælland. Grille abriu fogo a longa distância, levando a uma batalha indecisa de duas horas e meia na qual Grille facilmente ultrapassou os navios dinamarqueses mais poderosos e escapou de volta para Świnoujście.

## Família
Adalberto foi casado morganaticamente com a dançarina Therese Elssler, Frau von Barnim; seu único filho, Adalbert, Freiherr von Barnim (nascido em 22 de abril de 1841), morreu em julho de 1860 durante uma expedição no Nilo.

## Morte
Alberto morreu em 6 de junho de 1873, aos 61 anos, sendo sepultado na Catedral de Berlim.

## Honras

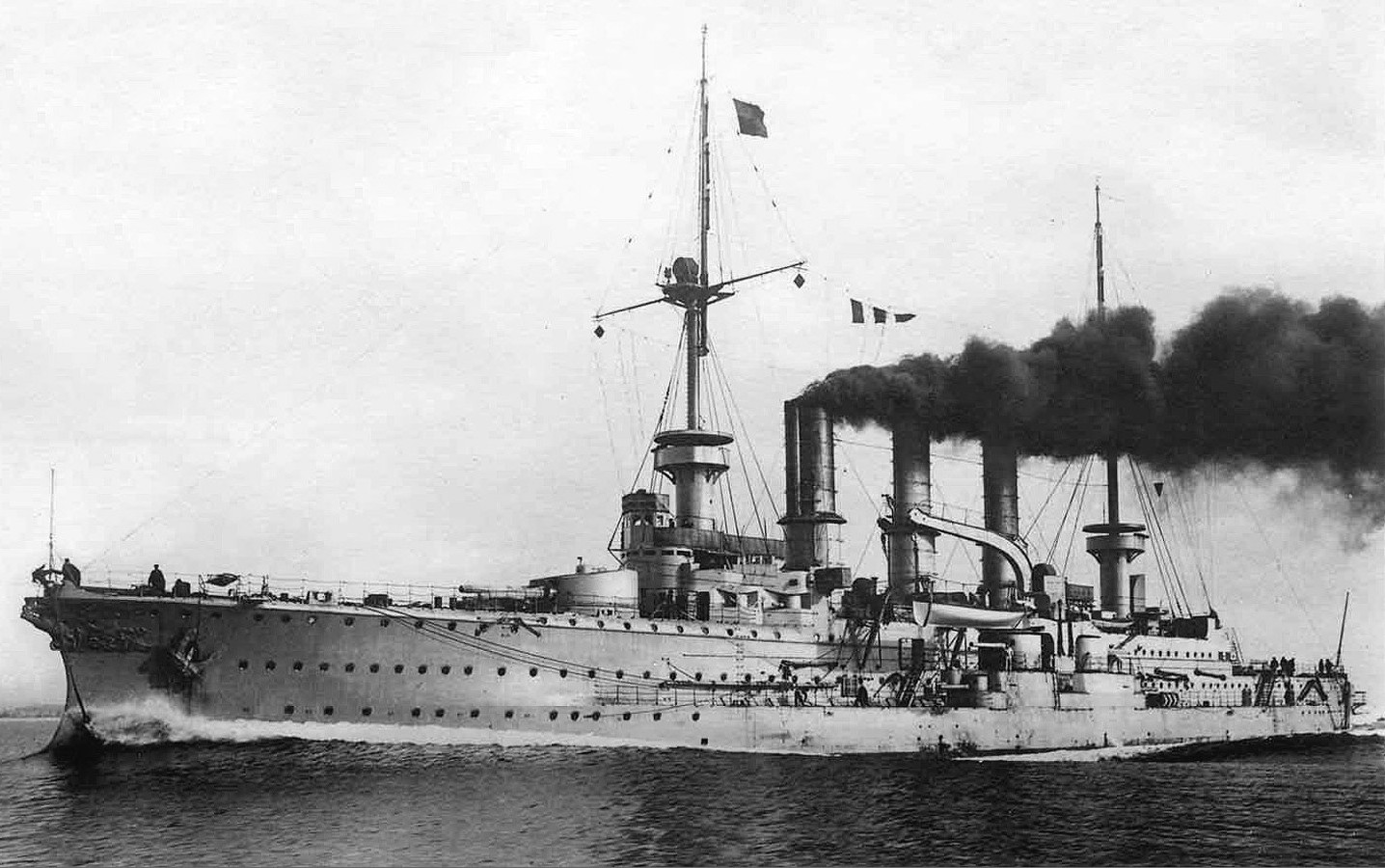
O SMS Prinz Adalbert (1901) foi nomeado em homenagem a Alberto

Adalberto recebeu as seguintes ordens e condecorações:
- 29 de outubro de 1821:  Cavaleiro da Ordem da Águia Negra[10]
- 31 de julho de 1866:  Pour le Mérite (Militar)[11]
- Grã-Cruz da Ordem da Águia Vermelha
- Cavaleiro da Ordem da Coroa Prussiana
- Grão Comandante da Ordem da Casa de Hohenzollern
- Cruz de Ferro (Primeira Classe)
- Cruz de Prêmio de Serviço
- 1832:  Grã-Cruz da Real Ordem Guélfica[12]
- 1847:  Cavaleiro da Ordem de São Jorge[12]
- Cavaleiro da Ordem do Leão Dourado
- 29 de novembro de 1854:  Grã-Cruz da Ordem de Alberto, o Urso
- 1852:  Cavaleiro da Ordem da Fidelidade[13]
- 1852:  Grã-Cruz da Ordem do Leão de Zähringer[13]
- 25 de abril de 1867:  Grande Cordão da Ordem de Leopoldo[14]
- 1849:  Cavaleiro da Ordem de de Santo Humberto[15]
- Grã-Cruz da Ordem de Mérito Militar
- Grã-Cruz da Ordem Nacional do Cruzeiro do Sul
- Grã-Cruz da Ordem do Redentor
- 8 de abril de 1841:  Grã-Cruz da Ordem de Luís[16]
- Cruz de Mérito Militar
- Medalha de Mérito Militar
- Grã-Cruz da Ordem da Coroa Wéndica
- Cruz de Mérito Militar (Primeira Classe)
- Cruz por Distinção na Guerra
- Grã-Cruz da Ordem do Leão Neerlandês
- Cruz de Mérito Militar
- Grã-Cruz da Ordem de Santo Estêvão
- 21 de agosto de 1854:  Grã-Cruz da Ordem de Pedro Frederico Luís[17]
- Grã-Cruz da Ordem da Torre e Espada
- Cavaleiro da Ordem de Santo André
- Cavaleiro da Ordem de Santo Alexandre Nevsky
- Cavaleiro da Ordem da Águia Branca
- Cavaleiro da Ordem de Santa Ana (Primeira Classe)
- Cavaleiro da Ordem de Santo Estanislau (Primeira Classe)
- Cavaleiro da Ordem de São Jorge (Quarta Classe)
- Grã-Cruz da Ordem do Falcão Branco
- 1864:  Grã-Cruz da Ordem da Coroa de Württemberg[18]